# الطريق السيار جرسيف الناظور
الطريق السيار جرسيف - الناظور هو طريق سيار ضمن شبكة الطرق السيارة بالمغرب يربط جرسيف على مستوى الطريق السيار الرباط-وجدة A2 و ميناء الناظور المتوسط على مستوى الطريق الوطنية رقم 16. يعبر الطريق مدن جرسيف وصاكا والدريوش والناظور.

## لائحة الطريق
| A الطريق السيار A جرسيف-الناظور |                                        |  |
| النوع                           | الاتجاه                                |  |
| تقاطع                           | الطريق السيار الرباط-وجدة (المغرب) A 2 |  |
| مخرج                            | صاكا                                   |  |
| مخرج                            | الدريوش-تزطوطين                        |  |
| محطة أداء                       | محطة الاداء الناظور                    |  |

## المشروع
تم تقسيم الطريق الى ثلاثة أشطر، الشطر الأول من جرسيف الى صاكا بمسافة 36.5 كلم و الشطر الثاني من صاكا الى الدريوش بمسافة 40.5 كلم و الشطر الأخير من الدريوش إلى ميناء الناظور بمسافة 27 كلم و الطريق يتكون من مسارين 2×2 و حارة توقف اضطراري عرضه 2.5 م و تبلغ تكلفة المشروع 7.4 مليار درهم. [بحاجة لمصدر]